# NGC 2365
NGC 2365 è una galassia a spirale (barrata?) situata nella costellazione dei Gemelli, a una distanza di circa 117 milioni di anni luce dalla nostra Via Lattea.

## Scoperta
La galassia è stata scoperta il 10 novembre 1864 dall'astronomo tedesco Albert Marth.

## Descrizione
NGC 2365 ha una classe di luminosità I e presenta una larga riga a 21 cm dell'idrogeno neutro.